# كاتدرائية القلب الأقدس (الجزائر العاصمة)
كاتدرائية القلب الأقدس  (بالفرنسيَّة: Cathédrale du Sacré-Cœur d'Alger) هي كاتدرائية رومانيَّة كاثوليكيَّة تقع في مدينة الجزائر. أكتمل بناء الكاتدرائية في عام 1956، لتصبح الكاتدرائيَّة الحاضنة لأبرشية الجزائر بعد تحول كاتدرائية القديس فيليب إلى جامع كتشاوة.
بدأ بناء الكنيسة مع رغبة المطران ليناود في بناء كنيسة في العاصمة وذلك في عام 1944. وأضحت الكنيسة بمرتبة كاتدرائية في ديسمبر من عام 1962، وكُرست في عام 1963. وصمم المبنى كل من بول هربي وجان لو كوتير، جنبًا إلى جنب المهندس رينيه سيرجير، وأستحوى المصصمين عمارة الكاتدرائية من إنجيل يوحنا.
عند مدخل الكنيسة هناك أورغ صغير أهدي من قبل رعية بلدة بوفاريك، ويقابل فسيفساء تعود للعام 324، وهي من بقايا أول كاتدرائية رومانية في بلدة الشلف. وتضم الكاتدرائية رفات بعض من القديسيين الأفارقة.

## مواقع خارجية
- Gallery of photographs
- Page on the cathedral